# المقاتل (فلم)
المقاتل (The Fighter) فيلم دراما أمريكي انتج عام 2010، إخراج ديفيد أو. راسل وبطولة كريستيان بيل ومارك والبيرغ وميليسا ليو وأيمي أدامز، الفيلم يحكي قصة حياة الملاكم المحترف ميكي وارد وعلاقته مع أخيه الأكبر ديكي إكلوند، يعتبر الفيلم التعاون الثالث بين ديفيد أو. راسل ومارك والبيرغ من بعد فيلم ثلاثة ملوك وأنا قلب هاكبيز، رشح الفيلم لسبعة جوائز أوسكار منها أفضل فيلم وأفضل مخرج، فاز الفيلم بجائزتي أوسكار هما جائزة الأوسكار لأفضل ممثل مساعد لكريستيان بيل، وجائزة الأوسكار لأفضل ممثلة مساعدة لمليسا ليو، كما فاز الفيلم بجائزتي غولدن غلوب ألا وهما أفضل ممثل مساعد لبيل وأفضل ممثلة مساعدة لليو.

## القصة
تدور أحداث الفيلم حول عائلة من الطبقة العاملة تعيش في ولاية نيويورك منغمسة بأكملها في مهنة الملاكمة وتعيش بمحيط يبجل هذة الرياضة ولاعبيها وخصوصا وأنهم من محدودي الدخل ويعيشون في الجانب الفقير من المدينة وبالتالي فأن النجاح في هذة الرياضة يشكل بالنسبة لهم ليس فقط منبع فخر ولكن منفذا للخروج من دائرة الفقر والدخول في دائرة المال والشهرة، وكان الابن الأكبر ديكي (كريستيان بيل) هو من تعوّل عليه العائلة في النجاح ولكن وقوعه المستمر في المشاكل ومن ثم وقوعه لاحقا في المخدرات حال دون ذلك، لذا وجهّت العائلة آمالها نحو الابن الأصغر ميكي (مارك والبيرغ) والذي يحوز موهبة كبيرة مدفونة بداخله لا تكاد تراها العائلة بسبب كارأزماتية الأخ الأكبر التي طغت بظلها على شخصية أخيه الأصغر.

## روابط إضافية
- الموقع الرسمي

## وصلات خارجية
- مقالات تستعمل روابط فنية بلا صلة مع ويكي بيانات

1. ↑  The Fighter(review). فارايتي (مجلة), November 10, 2010 "نسخة مؤرشفة". مؤرشف من الأصل في 2012-05-19. اطلع عليه بتاريخ 2017-12-26.{{استشهاد ويب}}:  صيانة الاستشهاد: BOT: original URL status unknown (link)
2. ↑  Stephen Schaefer. "Surprises amid the 83rd Oscar nominations". مؤرشف من الأصل في 2012-02-11. اطلع عليه بتاريخ 2011-01-25.
3. ↑  "Stax" (pseudonym) (22 فبراير 2007). "Wahlberg Talks The Fighter". آي جي إن. مؤرشف من الأصل في 2012-01-11. اطلع عليه بتاريخ 2010-12-04.